# Arthropsis cirrhata
Arthropsis cirrhata är en svampart som beskrevs av Oorschot & de Hoog 1984. Arthropsis cirrhata ingår i släktet Arthropsis, ordningen Onygenales, klassen Eurotiomycetes, divisionen sporsäcksvampar och riket svampar.   Inga underarter finns listade i Catalogue of Life.